# 105-я морская тяжёлая бомбардировочная авиационная бригада
105-я морская тяжёлая бомбардировочная авиационная бригада — воинское соединение ВВС ВМС РККА СССР перед Второй мировой войной. Первое морское авиационное соединение на Балтике после Гражданской войны.

## История
В 1929 году в Гребном порту Ленинграда началось формирование 4-й авиационной бригады ВВС Балтийского Флота. В состав бригады вошли 62-я ОМРАЭ на самолётах Юнкерс JuG-1 (ТБ-2), 62-й ОМРАО на самолётах Авро-504 и МР-1 и 66-й ОМРАО на самолётах МР-1.
В 1930 году на вооружение бригады стали поступать поплавковые самолёты ТБ-1а с торпедными мостами.
В 1931 году на вооружении бригады имелось несколько летающих лодок Дорнье Валь.
В апреле 1932 года бригада переименована в 505-ю (бомбардировочную) авиационную бригаду.
В 1933 году бригада снова переименована в 105-ю авиационную бригаду.
К середине тридцатых годов в бригаду стали поступать самолёты МБР-2. В сентябре 1936 года в бригаде формируется 7-е отдельное авиационное звено из трёх самолётов МБР-2. Звено по железной дороге направлено в район г. Мурманска, где оно разместилось на м. Зелёный, и стало первой авиационной частью в ВВС Северного флота.
В феврале 1938 года треть самолётов ТБ-1а в бригаде выработала ресурс, а поставок новых не предвиделось. Также дислокация бригады в черте города делала её крайне уязвимой от огня финской артиллерии (в перспективе) и усложняла эксплуатацию. В связи с этим, приказами НК ВМФ № 0330 и 0331 от 25.04.1938 года, 105-я бригада, в составе 121-й МТБАЭ, 122-й МТБАЭ и 19-й МРАЭ была обращена на формирование 15-го морского тяжёлого бомбардировочного полка 8-й бомбардировочной авиационной бригады ВВС БФ.
После сентября 1938 года 15-й МТБАП выведен из состава бригады и переформирован в 15-й отдельный морской разведывательный авиационный полк ВВС БФ. В этом виде полк встретил Зимнюю войну (с Финляндией), а затем и Великую отечественную. Впоследствии полк неоднократно реорганизовывался и переименовывался, и закончила свой путь прославленная воинская часть в составе 7054-й гвардейской Новгородско-Клайпедской Краснознамённой авиационной базы им. маршала авиации И. И. Борзова, куда она вошла в качестве штурмовой эскадрильи.

## Командиры
- Столярский С. Э.
- Бирбуц Г.
- Миронов А. М.
- Вирак А. М. (снят, репрессирован)[1]